# 멜러니 찬드라
멜러니 찬드라(Melanie Chandra, 1986년 2월 28일 ~ )는 미국의 배우, 모델이다.